# کریستین فهرمان
کریستین فهرمان (انگلیسی: Christian Fährmann؛ زادهٔ ۵ اکتبر ۱۹۷۵) بازیکن فوتبال اهل آلمان است.
از باشگاه‌هایی که در آن بازی کرده‌است می‌توان به باشگاه فوتبال هالشر، باشگاه فوتبال یونیون برلین، باشگاه فوتبال فورتونا دوسلدورف، باشگاه فوتبال کارلسروهه، و باشگاه فوتبال هرتابرلین اشاره کرد.
وی همچنین در تیم ملی فوتبال زیر ۲۱ سال آلمان بازی کرده‌است.